# Bosmaaier

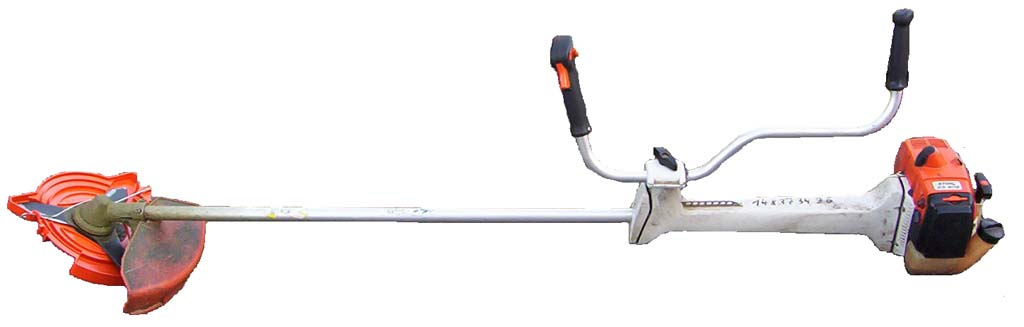
Bosmaaier

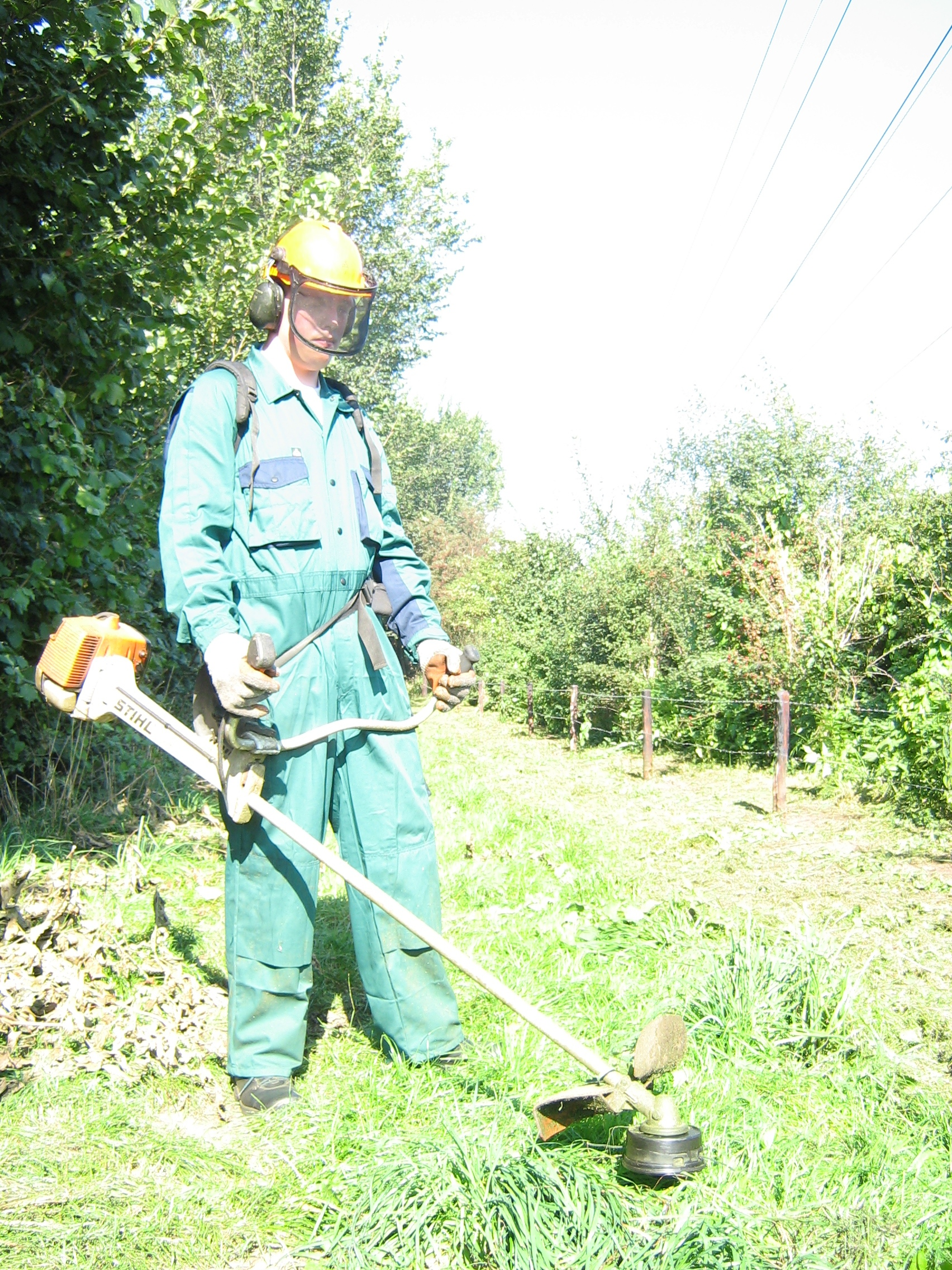
Bosmaaier inclusief veiligheidsvoorzieningen

Een bosmaaier is draagbaar gereedschap dat in de groene sector voor verschillende werkzaamheden gebruikt wordt, zoals:
- het maaien van grassen, kruiden en lichte houtige gewassen rondom obstakels of beplantingen;
- het afzagen van kleine houtachtige gewassen.

## Constructie
De bosmaaier bestaat uit de volgende delen:
- snijgarnituur ('de kop', verschillende messen en zaagbladen)
- benzinemotor met brandstoftank
- maaiboom (buis tussen motor en snijgarnituur)
- stuurboom (met dubbele handgreep, op een van de handgrepen zit een gashendel)

De motor drijft het maaisysteem aan door middel van een as die door de maaiboom heenloopt. De maaier wordt door middel van een ophangvoorziening gekoppeld aan een tuig. Dit zorgt ervoor dat het gewicht van de bosmaaier verdeeld wordt over het hele lichaam. Dit om lichamelijke klachten te voorkomen.

## Maai- en zaagsystemen
De bosmaaier kan met diverse maai- en zaagsystemen worden uitgerust. Bij ieder systeem hoort een speciaal daarbij passende beschermkap. De toebehoren voor de verschillende systemen zijn:
- maaikop of draadkop: Deze is voorzien van een nylondraad. Het werkt met hetzelfde systeem als bij een grastrimmer, alleen robuuster. Men kan er licht maaiwerk mee doen op plaatsen waar een grasmaaimachine niet kan komen, bijvoorbeeld rond paaltjes. Er kan ook onkruid, dat niet te hoog of te dicht is, mee gemaaid worden.
- zaagblad: met het cirkelzaagblad kan men grotere struiken en kleinere bomen zagen. Het zaagblad kan takken en stammetjes tot maximaal 10 cm dikte verwerken.
- slagmes of grassnijblad: wordt gebruikt voor hoog onkruid, dicht gras of licht struikgewas. Het mes kan rond zijn, of de vorm van een driehoek hebben. Een rond slagmes lijkt op het cirkelzaagblad, maar het heeft minder tanden. Als het mes op een hard voorwerp stuit is er het risico van breuk.

Op een bosmaaier kunnen ook nog andere systemen worden gemonteerd, bijvoorbeeld een conische staalborstel om onkruid te verwijderen.

## Veiligheid
Persoonlijke beschermingsmiddelen zoals veiligheidsschoenen, gehoorbescherming en veiligheidsbril zijn bij het gebruik van een bosmaaier noodzakelijk om de gebruiker te beschermen. De gebruiker is er verantwoordelijk voor dat personen of dieren in de werkomgeving geen risico lopen.